# 이영섭 (법조인)
이영섭(李英燮, 1919년 11월 5일 경기도 양주 - 2000년 11월 11일)은 대한민국의 법조인으로, 제7대 대법원장이다. 본관은 전의.
최규하와 경기고등학교 동기 동창이며, 주재황(朱宰璜) 대법원판사와는 경성제국대학, 고시 동창이다.
1942년 일본 고등문관시험 사법과(司法科)에 합격하였다. 이화여대에서의 오랜 교수 생활을 거쳐 5·16 뒤인 1961년 9월부터 대법원 판사로 일해온 대한민국의 민사소송법의 권위자이다. 1973년부터 헌법위원회위원도 겸직하였다.
1979년 3월 21일, 국회는 박정희 대통령이 임명동의를 요청한 이영섭 대법원장의 임명동의안을 의결했다.
맺고 끊는 것이 분명한 그는 일상생활이 너무 규칙적이어서 주위로부터 "한국의 칸트"라는 평을 들었다.
1981년에 있었던 대법원장 퇴임식에서 "본인은 지금부터 두 해전 3월에 사법부 정상의 직을 맡았습니다. 취임초에는 포부와 이상도 컸습니다만 오늘 과거를 돌아보니 모든 것이 회환과 오욕으로 얼룩진 것 이외에는 아무 것도 아닌 것이 되었습니다."라는 말을 하였다.

## 가족
- 어머니: 홍옥섭(洪玉燮), 부인: 권태옥(權泰玉), 2남3녀[2]

## 저서
민법총칙, 민사소송법, 신민법대의(新民法大意), 체계 민사소송법